# 이복근
이복근(1962년 4월 21일 ~ )은 전 KBO 리그 OB 베어스의 내야수이다.

## 선수 시절

### OB 베어스시절
1986년에 입단하였다.

## 야구선수 은퇴 후
1991년부터 OB 베어스의 운영팀에서 활동했다.

## 출신 학교
- 동성중학교
- 충암고등학교
- 경희대학교

## 수상
- 2010년 CJ 마구마구 일구상 프런트상
- 2017년 프로야구 스포츠서울 올해의 프런트상